# CS Faraday (1874)
El CS Faraday era un barco cablero construido para Siemens Brothers, botado en 1874 y desguazado en 1950, después de ser transformado en un barco carbonero y después en un transporte de propósito general.

## Historia
El Faraday fue diseñado especialmente para el tendido de cables oceánicos por Carl Wilhelm Siemens en colaboración con su amigo William Froude, pionero en el diseño de cascos navales. Construido con quillas a popa y a proa, disponía de hélices gemelas colocadas de modo que usando una de ellas podía girar en su propia longitud. Las dos chimeneas se ubicaron a ambos costados del buque para maximizar el espacio libre en la cubierta. Para minimizar el balanceo, por sugerencia de Froude, se dispusieron unas enormes quillas de equilibrio gemelas. La esposa de William, Anne, botó el barco con la tradicional rotura de una botella de vino.
La primera operación del barco fue tender en 1874 un cable para conectar la playa de Rye en Nuevo Hampshire, con Ballinskelligs en  Irlanda a través de la bahía de Tor en Nueva Escocia.
El Faraday pasó los siguientes 50 años colocando un total estimado de 50 000 millas náuticas (92 600 km) de cable para Siemens Brothers, incluidos varios cables telegráficos transatlánticos bajo la supervisión de Alexander Siemens. Fue vendido como chatarra en 1924, pero resultó ser demasiado difícil de desguazar y fue revendido a la Anglo-Algiers Coaling Company para su uso como barco carbonero, siendo rebautizado como Analcoal. Se trasladó a Gibraltar en 1931 para almacenar carbón y luego se convirtió en un barco de suministros de la Marina Real británica en Sierra Leona en 1941. Finalmente, se remolcó a una instalación de desguace en Gales del Sur para ser convertido en chatarra en 1950.
Un barco sucesor, también llamado Faraday, fue construido por Siemens Brothers en 1923, pero resultó hundido en 1941 tras un bombardeo alemán.